# السيلة (البيضاء)
السيله هي إحدى قرى الجمهورية اليمنية. وهي تتبع جغرافيًا لمحافظة البيضاء. وإداريًا لمديرية الصومعة. يبلغ تعداد سكانها 1507 نسمة حسب الإحصاء الذي جرى عام 2004.